# Jigme Dorji nationalpark
Jigme Dorji nationalpark har fått sitt namn efter Bhutans tidigare kung Jigme Dorji Wangchuk och är den näst största nationalparken i Bhutan. Den upptar nästan hela distriktet Gasa, liksom norra delarna av distrikten Thimphu, Paro, Punakha och Wangdue Phodrang. Nationalparken instiftades 1974 och sträcker sig över en area om 4 316 km² vilket innebär att den då spänner över Bhutans samtliga tre klimatzoner, och ligger på en höjd från 1 400 meter till över 7 000 meter. Omkring 6 500 i ett tusental hushåll bor inom parken som lever på subsistensjordbruk och boskapsskötsel.

## Flora och fauna

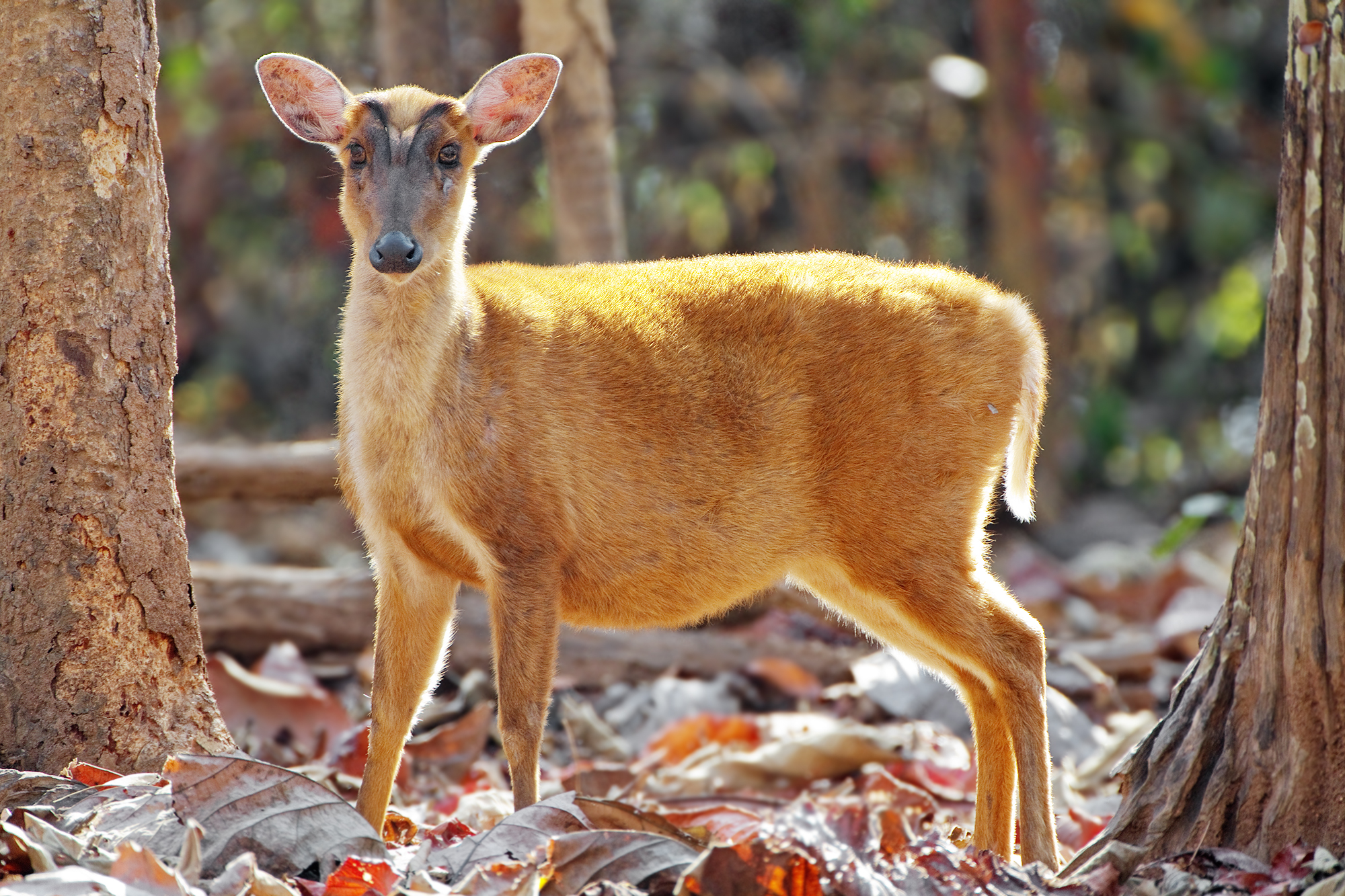
Muntjak

Parken ger skydd åt 37 kända däggdjursarter däribland flera utrotningshotade, hotade eller sårbara arter, däribland takin, snöleopard, trädleopard, bengalisk tiger, blåfår, svart myskhjort, kragbjörn, kattbjörn, asiatisk vildhund och fläckig linsang. I parken finns också Indisk leopard, Himalayaserov, sambarhjort, muntjaker, goraler, murmeldjur, pipharar och över 300 fågelarter. Nationalparken är också den enda i Bhutan där nationaldjuret (takin), nationalblomman (bergvallmosläktet|blå bergvallmo), nationalfågeln (korp) och nationalträdet (cypress) existerar tillsammans.

## Kulturella platser
Jigme Dorji har även platser av kulturell och ekonomisk betydelse. Bergen Jomolhari och Jitchu Drake ses som hem för lokala gudomar. Fästningarna Lingshi Dzong och Gasa Dzong är platser av historisk betydelse. Floderna Mo Chhu, Wangdi Chhu och Pa Chhu har sina källor i glaciärsjöarna i parken.

## Glaciärer
Jigme Dorji nationalpark täcker större delen av norra Gasa, däribland huvuddelen av Lunana Gewog och Laya Gewog. Dessa gewoger utgör några av de mest anmärkningsvärda och farliga av Bhutans glaciärer. Dessa glaciärer har tinat upp väldigt mycket under årens lopp, vilket skapat livsfarliga och förstörande jökellopp. Störst av glaciärerna och glaciärsjöarna i parken är Thorthormi, Luggye, and Teri Kang. När säsongerna tillåter,  skapas tillfälliga läger där arbetare verkar för att reducera vattennivåerna för att reducera risken för översvämningar nedströms.